# Journal of the European Mathematical Society
Journal of the European Mathematical Society is een internationaal, aan collegiale toetsing onderworpen wetenschappelijk tijdschrift op het gebied van de
wiskunde.
De naam wordt in literatuurverwijzingen meestal afgekort tot J. Eur. Math. Soc.
Het wordt uitgegeven door de European Mathematical Society en verschijnt 6 keer per jaar.
Het eerste nummer verscheen in 1999.